# Chbika
Chbika (en àrab شبيكة, Xbīka; en amazic ⵛⴱⵉⴽⴰ) és una comuna rural de la província de Tan-Tan, a la regió de Guelmim-Oued Noun, al Marroc. Segons el cens de 2014 tenia una població total de 324 persones. Hi ha un projecte de port esportiu d'alta gamma que abasta 40.000 metres quadrats, complexos i Chbika Golf. El gener de 2016 només s'havia fet un moll de port esportiu.